# Percy Smythe, VI visconte Strangford
Lord Percy Clinton Sydney Smythe, VI visconte Strangford (Londra, 31 agosto 1780 – Londra, 29 maggio 1855), è stato un diplomatico britannico.
Fu ambasciatore del suo paese presso i re del Portogallo, ruolo che gli permise di convincere, nel 1807, di fronte all'avanzata delle truppe francesi su Lisbona, la famiglia reale portoghese a fuggire in Brasile. Ebbe un ruolo importante nel processo di indipendenza argentina, spendendosi diplomaticamente per essa; nella storiografia dei paesi latinoamericani è noto semplicemente come Lord Strangford. Pari d'Irlanda, collezionista d'arte e poeta, fu elevato anche al rango di pari del Regno Unito e autorizzato a sedere nella Camera dei lord.

## Biografia
Figlio primogenito di Lionel Smythe, V visconte Strangford, e di Maria Eliza Philipse, Percy Clinton Sydney Smythe nacque a Londra nel 1780. La famiglia discendeva da Sir Thomas Smithe (1599-1635), a cui nel 1628 era stato concesso il titolo nobiliare di I visconte di Strangford nella paria d'Irlanda.
Laureatosi al Trinity College di Dublino nel 1800, dopo aver pubblicato negli anni giovanili alcune opere poetiche intraprese presto la carriera diplomatica, entrando nel corpo diplomatico britannico a Lisbona. Nel 1806 fu nominato ministro plenipotenziario, e l'anno successivo, di fronte alla minaccia dell'avanzata francese, convinse il principe reggente del Portogallo, Giovanni di Braganza, a lasciare il Portogallo per il Brasile. Dal 1808 al 1815 svolse il ruolo di inviato straordinario in Brasile; in questo ruolo, promosse la firma di un trattato che aprì i porti brasiliani alle navi mercantili britanniche e colse con favore lo scoppio della rivoluzione di maggio, cercando di ostacolare le mire portoghesi sul Río de la Plata. Il 17 luglio 1817, il giorno prima di essere nominato ambasciatore britannico in Svezia, sposò Ellen Burke, dalla quale ebbe tre figli. Nel 1820 fu nominato ambasciatore a Costantinopoli, dove cominciò un intenso lavoro di mediazione per evitare la guerra tra l'Impero ottomano e la Russia, riuscendo a strappare al sultano numerose concessioni. Due anni dopo rappresentò la Gran Bretagna al Congresso di Verona.
Il 26 gennaio 1825, Smythe ricevette il titolo di I barone Penshurst di Penshurst, titolo nobiliare britannico che gli diede il diritto di sedere alla Camera dei lord; nonostante fosse inviso a Lord Canning, responsabile della politica estera britannica, che lo accusava di aver mostrato documenti riservati a Metternich ed Esterházy, nell'ottobre dello stesso anno fu nominato ambasciatore a San Pietroburgo. Colto in flagrante mentre falsificava un dispaccio e mostrava un documento segreto all'ambasciatore austriaco, decise alla fine di congedarsi prima di essere richiamato a Londra.
L'ultima missione diplomatica di Smythe si svolse nuovamente in Brasile nel 1828. Negli anni successivi fece politica attiva nelle file dei conservatori, intervenendo in particolare su questioni di politica estera. Morì nella sua casa di Londra il 29 maggio 1855; i suoi resti furono sepolti ad Ashford, nel Kent.